# Cimera sobre Seguretat Nuclear de 2014
La Cimera sobre Seguretat Nuclear (anglès: Nuclear Security Summit) és una reunió que té com a objectiu la prevenció del terrorisme nuclear. L'edició de 2014 va tenir lloc a La Haia (Països Baixos) els dies 24 i 25 de març de 2014, amb la participació de 58 països.